# Bernardo de Gálvez
Bernardo de Gálvez y Madrid, i conde de Gálvez  (Macharaviaya, provincia de Málaga, España; 23 de julio de 1746-Tacubaya; Ciudad de México, Virreinato de Nueva España, Imperio Español 30 de noviembre de 1786) fue un militar y político español, héroe de Pensacola, virrey de Nueva España y, a título póstumo, ciudadano honorífico estadounidense.
Su fecha de nacimiento se celebra como el "Día de Gálvez" en varias ciudades de Estados Unidos. Sus importantes contribuciones a la independencia de Estados Unidos de Gran Bretaña han sido reconocidas por varios grupos importantes, pero aún quedan fuera de la mayoría de los libros de texto.
En 1762, participó en la invasión de Portugal, campaña de la guerra de los Siete Años. Lo hizo en una unidad selecta franco-española, el Regimiento Royal-Cantabres, donde adquirió el dominio del francés, muy útil en su carrera posterior.
En 1764 marchó a América, donde pasó los siguientes ocho años. Luchó contra los apaches en la frontera norte del Virreinato de Nueva España. De vuelta en Europa, tomó parte en el fallido desembarco de Argel de 1775.
Siendo gobernador de Luisiana, participó en la guerra de Independencia de los Estados Unidos con una serie de afortunadas incursiones contra los británicos (1779-1781) que le permitieron expulsarlos de la Florida Occidental. En su carrera contó con el importante apoyo de su poderoso tío, el ministro de Indias José de Gálvez y Gallardo. En 1784, se le concedió el título de Conde. 
Pasó sus últimos años como virrey de Nueva España, donde tuvo que afrontar una terrible hambruna debida a las malas cosechas. Comenzó las obras del Palacio de Chapultepec (hoy Museo Nacional de Historia de México).
Fue nombrado ciudadano honorífico de los Estados Unidos por el presidente Barak Obama por su contribución a la derrota británica y su participación activa en favor del Ejército Continental. Hoy su retrato figura con los del resto en la sala de fundadores del Congreso de los Estados Unidos.

## Orígenes

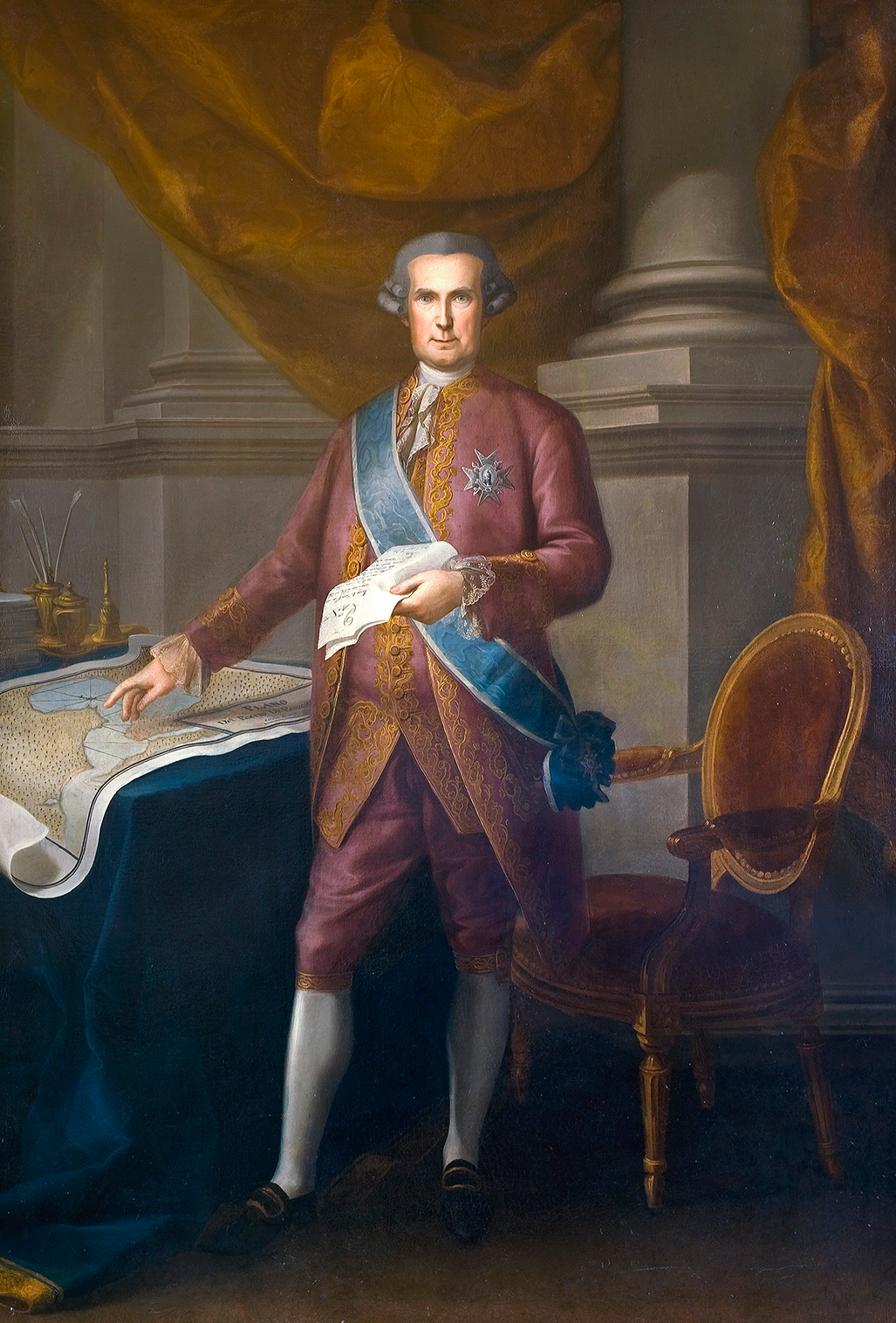
José de Gálvez y Gallardo, tío de Bernardo e influyente ministro de Indias, que desempeñó un importante papel en la carrera de su sobrino.

Bernardo de Gálvez nació en Macharaviaya, un pueblo situado hoy en la actual provincia de Málaga, España, el 23 de julio de 1746. La población por entonces era pobre, aunque la familia de Gálvez era hidalga. Su nombre completo era Bernardo Vicente Apolinar de Gálvez y Madrid, y sus padres eran Matías de Gálvez y María Josefa de Madrid.
Debió de pasar la infancia entre las labores del campo y la asistencia a la escuela del vecino pueblo de Benaque. Perdió a su madre muy joven, con dos años, en 1748; dos años más tarde, su padre volvió a casarse. De este segundo matrimonio tuvo un segundo hijo, José, que murió en la infancia, en 1756, cuando la familia ya se había trasladado a Madrid. Bernardo quedó como hijo único del matrimonio. Es probable que pasase parte de la adolescencia en las islas Canarias, concretamente en Tenerife, donde su padre estuvo destinado entre 1757 y 1778.

## Carrera militar

### En Europa
Emprendió la carrera militar con dieciséis años. Ingresó con facilidad como cadete de un regimiento debido a la condición hidalga de la familia —requisito indispensable— y a la influencia de su tío José. Lo hizo, sin embargo, en un regimiento francés y no español, tanto por la mayor influencia de su tío con las autoridades francesas —era abogado de la embajada francesa en España— como por la mayor facilidad de ascenso en el Ejército francés. Gracias a la posibilidad de que el mando del regimiento nombrase a los oficiales hasta el grado de capitán, obtuvo de inmediato el nombramiento de teniente del Regimiento Royal Cantabre.
Esta unidad luchó en la invasión de Portugal, campaña que formaba parte de la guerra de los Siete Años, en la que España participaba desde enero de 1762, cuando declaró la guerra al Reino Unido. Su unidad, como las demás francesas que participaron en la fallida invasión que debía acabar con la alianza luso-británica, tuvo un papel secundario en los combates. Al finalizar la guerra, Gálvez abandonó su regimiento, que fue disuelto poco después, en Pau, a finales de 1762.

### En América

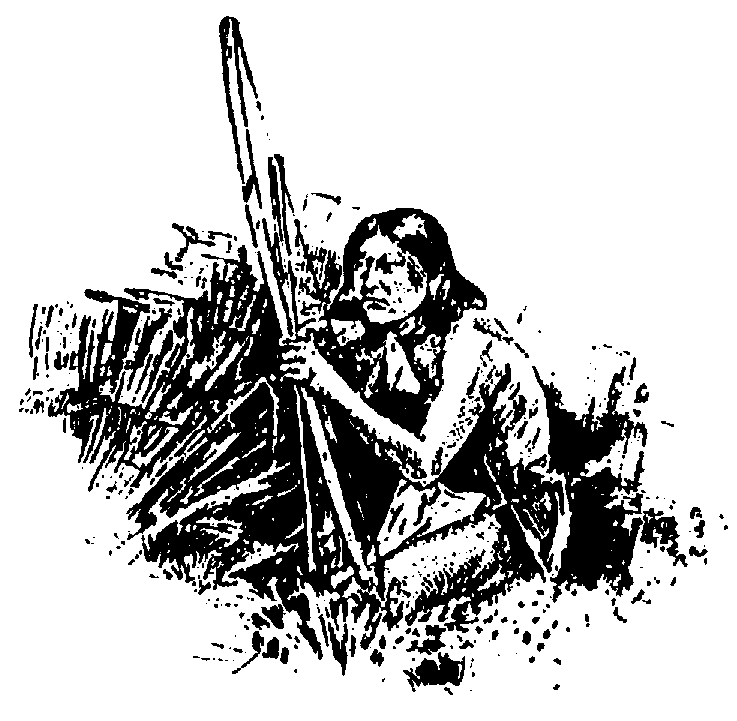
Apache al acecho. Gálvez se enfrentó en numerosas ocasiones a los apaches durante su estancia en la frontera norte de las Provincias Internas. Tras ser relevado de su puesto, escribió un informe en el que alababa la habilidad militar de estos.

Llegó a Nueva España a comienzos de 1769, reclamado por su tío, que desde 1765 ejercía el empleo de visitador general en la región. El 11 de abril llegó a Chihuahua, en Nueva Vizcaya, para participar en la campaña de Lope de Cuéllar contra los apaches. A los pocos meses de adiestramiento en esta localidad, lo hicieron capitán del Regimiento de la Corona de Nueva España, gracias al apoyo de su tío José y del virrey. A finales de septiembre o principios de noviembre, llegó a Pitic, donde se encontraba su tío, enfermo y ya con serios desvaríos. Tras acompañar a su tío, pronto recuperado, a México en mayo de 1770 y evitar respaldar a los que habían comunicado su enfermedad al virrey y fueron encarcelados por ello, volvió pronto, en julio o agosto, a Chihuahua, inmersa en la campaña contra los apaches, que había dejado la zona vulnerable a las repetidas incursiones de estos. Obtuvo el grado de comandante de Armas de Nueva Vizcaya y Sonora, provincias del norte de Nueva España.
Pocos meses después emprendió su primera incursión contra los apaches, al frente de ciento treinta y cinco soldados y cincuenta indios ópatas. El 21 de octubre cruzó río Grande y el 1 de noviembre llegó al Pecos. A finales de año, una nueva correría apache causó tales estragos que se ordenó poner fin a todas las operaciones ofensivas y reforzar los presidios para centrarse en la defensa del territorio de los ataques enemigos. No obstante, gracias al apoyo directo del virrey, el 26 de febrero de 1771 pudo partir de nuevo en campaña al frente de una columna mixta hispano-india. Persiguió a los apaches durante varios meses, pero no pudo evitar que estos continuasen con sus ataques a las posiciones españolas y los robos de ganado. El 11 de octubre, salió en persecución de una banda enemiga al frente de catorce soldados reunidos a toda prisa y, superado en número, resultó derrotado y herido de gravedad, de flecha en el brazo izquierdo y de lanza en el pecho. En diciembre realizó una nueva salida contra los apaches con una fuerza mayor, en la que sufrió una caída del caballo de la que se resintió desde entonces.
A petición de su tío, que regresaba a la península ibérica, fue relevado del mando en Chihuahua y regresó a México el 10 de febrero de 1772, para acompañarlo en su viaje. Su tío, sin embargo, no lo esperó y retornó antes, a finales de mayo. De su experiencia en la frontera del virreinato conservó un gran respeto por la calidad de los soldados de los presidios e indiferencia por el origen de los soldados, si se batían con bravura. También comprensión para los motivos bélicos de los apaches por la necesidad de abastecimiento de estos, pues no cultivaban ni mantenían ganado—.

### Intermedio europeo

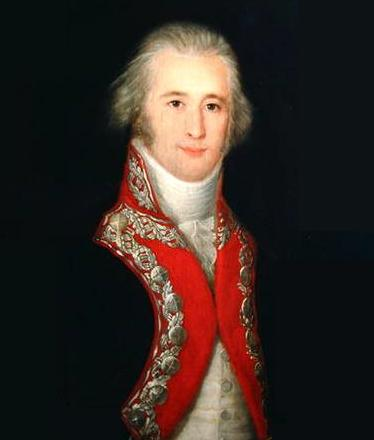
Alejandro O'Reilly, que organizó la fallida invasión española de Argel de 1775 en la que participó y fue herido Gálvez y que más tarde lo propuso para gobernador de Luisiana, cargo que él mismo había desempeñado anteriormente.

El 9 de octubre se incorporó como capitán al 11.º Regimiento de Infantería de Sevilla, destinado por entonces en Cádiz. Licenciado del regimiento el 18 de marzo de 1773, se desconoce qué hizo entre esa fecha y abril de 1774. Ingresó desde su fundación en la Real Escuela Militar de Ávila de los Caballeros, especie de academia para oficiales de Estado Mayor que comenzó a funcionar en abril de 1774. Es probable que obtuviese para ello la ayuda de su tío Miguel, miembro por entonces del Consejo Superior de Guerra.
Enterado de la preparación de la invasión española de Argel de 1775, partió el 10 de abril con algunos compañeros hacia Madrid para participar en ella. El objetivo de la campaña era escarmentar al sultán marroquí, Mohámmed III, que había atacado Melilla y el Peñón de Vélez de la Gomera en 1774, a pesar del tratado de paz que las dos naciones habían firmado en 1767. Gracias a la influencia de su tío Miguel, miembro del Consejo Supremo de Guerra, logró reintegrarse en su antiguo regimiento de Sevilla, que iba a participar en la campaña. Obtuvo el mando de una compañía de cazadores.
Destinado a Sevilla en 1775, participó en la desastrosa invasión española de Argel de 1775 capitaneada por Alejandro O'Reilly. Durante los combates que tuvieron lugar en las playas, resultó herido en una pierna, pero se resistió a retirarse. Fracasada rápidamente la ofensiva, Gálvez regresó a Cádiz a reponerse durante varios meses de la herida recibida antes de marchar a Madrid en enero de 1776. A finales de ese mismo mes, su participación en la malhadada expedición magrebí le permitió ascender a teniente coronel, parte de una serie de promociones que causaron gran escándalo, pues se premió en muchos casos a los mandos que habían dirigido la fallida campaña.
A mediados de 1776, volvió a la Real Escuela Militar de Ávila de los Caballeros brevemente; su nuevo director, Francisco de Estachería, había dejado vacante la coronelía del Regimiento de Infantería de la Provincia de la Luisiana, y Alejandro O'Reilly propuso a su tío José que se lo nombrase para ocupar el puesto. El 22 de mayo recibió el nombramiento. El 19 de septiembre, se lo nombró también gobernador interino de la provincia.

## Gobernador de la Luisiana

### Situación del territorio
Desde septiembre de 1776 el gobernador Luis de Unzaga y Amézaga fue delegando tareas gubernativas en las manos del joven, también malagueño como Unzaga, Bernardo de Gálvez, quienes al año siguiente se convertirían en cuñados al casarse Bernardo de Gálvez con Felicité de Saint Maxent hermana de Isabel Saint Maxent. Así Luis de Unzaga y Amézaga, que se marchará a Caracas para llegar a ser el primer Capitán general de Venezuela, deja el gobierno, de manera interina, en manos del joven Bernardo de Gálvez; éste tomó posesión de los cargos de Nueva Orleans y gobernador interino de la Luisiana Occidental, que Francia había cedido a España en 1763 en compensación por la entrega de La Florida a Inglaterra tras la guerra de los Siete Años, el 1 de enero de 1777.
Su principal misión era estar al tanto de los acontecimientos en las colonias británicas en Norteamérica, a través de la red de agentes secretos que había dejado preparada su antecesor y cuñado Luis de Unzaga y Amézaga inmersas en la guerra, y preparar el territorio para un posible conflicto con el Reino Unido.
La región estaba poco poblada, tanto de habitantes de la colonia —libres y esclavos— como de indios. Durante las primeras décadas de la dominación española, sin embargo, creció rápidamente: según el censo de tiempos del gobierno de O'Reilly (1769), había 13 513 habitantes —excluidos los indios— y veinte años después, la población, especialmente en los periodos de los gobernadores Luis de Unzaga y Amézaga y Bernardo de Gálvez, había crecido hasta los 31 433. A finales de siglo, empero, la población se estancó. El porcentaje de población española era, además, muy bajo: al final del periodo español apenas alcanzaba el 15 %.
Aunque la población libre no indígena suponía bastante menos de la mitad de la de la provincia, tenía un gran poder, y las medidas económicas de Gálvez permitieron la perpetuación del dominio de la oligarquía regional, compuesta principalmente por los criollos o creoles. La colonia contaba también con una diminuta pero importante población negra libre. Las medidas gubernamentales sobre la esclavitud, categoría a la que pertenecía la mayoría de la población no indígena, tendieron a perpetuarla, pero permitieron el aumento de los esclavos que habían comprado su libertad. Los deseos de fomentar la agricultura y de congraciarse a la oligarquía criolla, como hizo Unzaga y continuó Gálvez, fomentaron el crecimiento de la importación de esclavos africanos, que Bernardo  de Gálvez autorizó en noviembre de 1777.
Para reforzar la función defensiva del territorio, fronterizo, Luis de Unzaga y Amézaga decidió fomentar el aumento de población, en parte mediante la inmigración, tanto de población española como de extranjeros. En las décadas anteriores, se habían instalado en la región colonos de cultura alemana y francesa —los acadianos—, que habían participado en la revuelta contra el gobernador Ulloa. "Bernard" de Gálvez, como le conocían los criollos franceses, supo conciliar, como ya hizo su predecesor Unzaga, las costumbres francesas. De hecho Gálvez, de evidente afrancesamiento no solo por estar de moda dentro del círculo de los borbones, aparte por haber estado integrado en un regimiento francés durante su formación y recientemente, siguiendo los pasos del gobernador Unzaga, tras casarse con la criolla francesa Felicité de Saint Maxent, sino porque durante su gobierno continuó la administración bilingüe francesa-española y el sistema educativo público bilingüe creados por su cuñado el general Unzaga. 
De los inmigrantes españoles, Gálvez continuó favoreciendo el asentamiento de malagueños, aunque en el período de Gálvez la mayoría provino de las islas Canarias.

### Comercio y contrabando
Su primer objetivo fue perseguir el contrabando inglés y favorecer el comercio con Francia y el libre tráfico con Cuba y Yucatán. El contrabando era muy habitual en la región y Gálvez tuvo que centrarse en acabar con el realizado con los británicos, concediendo ciertos privilegios para el comercio tanto con Francia y sus colonias americanas como con Nueva España para no disgustar a los comerciantes locales. En abril tuvo su primer conflicto con los británicos, ya que apresó trece barcos mercantes anclados en Luisiana aduciendo para ello el previo apresamiento británico de un mercante español que se dirigía a La Habana. Las facilidades otorgadas a los comerciantes franceses arruinaron progresivamente el comercio británico, que quedó en desfavorable posición frente a de estos.

### Mejoras de las defensas y actitud con los indios

Mapa de la Luisiana y la Florida, de 1764.

El mismo año en que tomó posesión del cargo, comenzó a reforzar las defensas del territorio, tanto en tierra como en el mar y en el Misisipi. Ordenó construir tres lanchas cañoneras para controlar el tráfico en el gran río, y recibió de La Habana una fragata y un paquebote con el mismo fin. El regimiento que mandaba apenas contaba en realidad con un débil batallón; Gálvez decidió reforzarlo y crear un segundo, trayendo reclutas de Nueva España y las Canarias, tarea en la que halló gran dificultad. Aumentó además el número de milicianos, tropas reclutadas entre los habitantes del territorio, que a comienzos de 1779, incluían 1478 hombres.
Dada la debilidad de las fuerzas con las que contaba para hacer frente a un posible ataque inglés, ya desde el principio de su gobierno se planteó atraerse a las comunidades indias vecinas, aunque con escaso éxito ante la competencia de los británicos, con más mercancías con las que comerciar y halagar a las tribus. Se mostró además más tolerante con las acciones de los indios, lo que suscitó tensiones con las autoridades de Texas, más severas y que perdieron parte de la población indígena, que pasó a Luisiana. Mantuvo además la prohibición de esclavizar indios, lo que con el tiempo hizo que desapareciesen los esclavos de este origen y avivó las simpatías de las tribus hacia las autoridades. Tanto para Luisiana como para las regiones fronterizas de las Provincias Internas, Gálvez propugnaba una penetración cultural mediante los regalos y el comercio que acabase paulatinamente con la hostilidades de las comunidades hacia los españoles y evitase las costosas y estériles campañas militares contra ellas.
A pesar de sus esfuerzos, la región continuó siendo deficitaria, como ya lo era en tiempos de la dominación francesa, y necesitó de continuos situados —subsidios— de Nueva España, como otros territorios (Cuba, Puerto Rico, Filipinas o Santo Domingo), para sostenerse.
El 2 de noviembre de 1777, tras un corto cortejo, se casó con Marie-Felicité (Mª Feliciana) Saint-Maxent La Roche, joven viuda criolla luisianense, hija de un rico comerciante, con la que tuvo tres hijos: Matilde, Miguel, y Guadalupe. Ella tenía una hija de su matrimonio anterior, Adelaide, a quien Bernardo siempre estimó como propia. Felicité era hermana de Isabel de Saint Maxent La Roche, esposa del malagueño Luis de Unzaga, gobernador predecesor a Bernardo de Gálvez en La Luisiana, quien también ayudó a las Trece colonias para convertirse en los Estados Unidos; el cuñado del gobernador Bernardo de Gálvez, el también 
Gobernador Unzaga, pasará a ser Capitán general de Venezuela y de La Habana durante la Guerra de la independencia. 
Durante la administración de Bernardo de Gálvez, lealistas ingleses que huían de la guerra de independencia de Estados Unidos fundaron en 1778 Galveztown (actualmente Galvez, Luisiana) (no confundir con Galveston, Texas, que también lleva su nombre).

### Utilización militar y colonización andaluza y canaria
Durante su mandato como gobernador de la Luisiana, Gálvez promovió la creación de cinco fundaciones en los cuatro puntos cardinales alrededor de Nueva Orleans, capital de la Luisiana, por razones militares de defensa de la ciudad y de la guerra que mantenía contra las tropas británicas de la Luisiana Occidental y Florida. Entre 1777 y 1783, cuando España ocupaba este territorio se decidió, por parte de Madrid, asegurar con la colonización el dominio sobre una zona conflictiva y muy codiciada por sus recursos naturales y situación estratégica, para lo que la administración española utilizó a la población de las Islas Canarias, territorio de España en la costa norteafricana, para este objetivo.
En esos años salieron 4312 personas de las Canarias con rumbo a Nueva Orleans, aunque solo consiguió llegar la mitad, ya que, como señala el profesor Manuel Hernández González en su reciente estudio La emigración canaria a América (CCPC, Tenerife 2005), se registraron numerosas deserciones cuando las expediciones tocaron en Cuba, especialmente a partir de 1779, con la declaración de guerra a Inglaterra. Una vez llegados a la Luisiana, los emigrantes canarios fueron asentados en cuatro puntos o núcleos de población en torno a Nueva Orleans: San Bernardo, cercano a Nueva Orleans; Barataria, al otro lado del Misisipi; Galveztown, con el nombre de Bernardo de Gálvez, en la confluencia del río Amite, y Valenzuela, en el bayou de Lafourche. 
Además llegó una expedición de andaluces, malagueños concretamente, que llegaron en 1778 y tras meses de espera fundaron a las órdenes del teniente coronel Bouligny la ciudad de Nueva Iberia, al oeste.  
Barataria y Galveztown fracasaron en un corto período de tiempo, la primera como consecuencia de dos huracanes casi consecutivos (en 1779 y 1780), y las otras dos fueron prácticamente deshabitadas en poco tiempo, debido a las malas condiciones de vida de las fundaciones, por su climatología, las inundaciones, hambrunas y el abandono por parte del Gobierno de la Luisiana, que no suministró los bienes, alimentos y protección a estas fundaciones. Tan sólo una parte pudo sobrevivir correspondiente y concentrada en la actual colonia canaria de Saint Bernard's Parish, en la costa de Nueva Orleans.
Según José Manuel de Molina, Historia de Alhaurín de la Torre en la Edad Moderna, Nueva Iberia también sufrió un huracán recién fundada y se buscó otro emplazamiento en el Bayú Teche, afluente del Misisipi, pero sus habitantes mezclados con la población francófona se mantuvieron en la comarca y la ciudad existe en la actualidad.

## Apoyo a la guerra de Independencia de los Estados Unidos

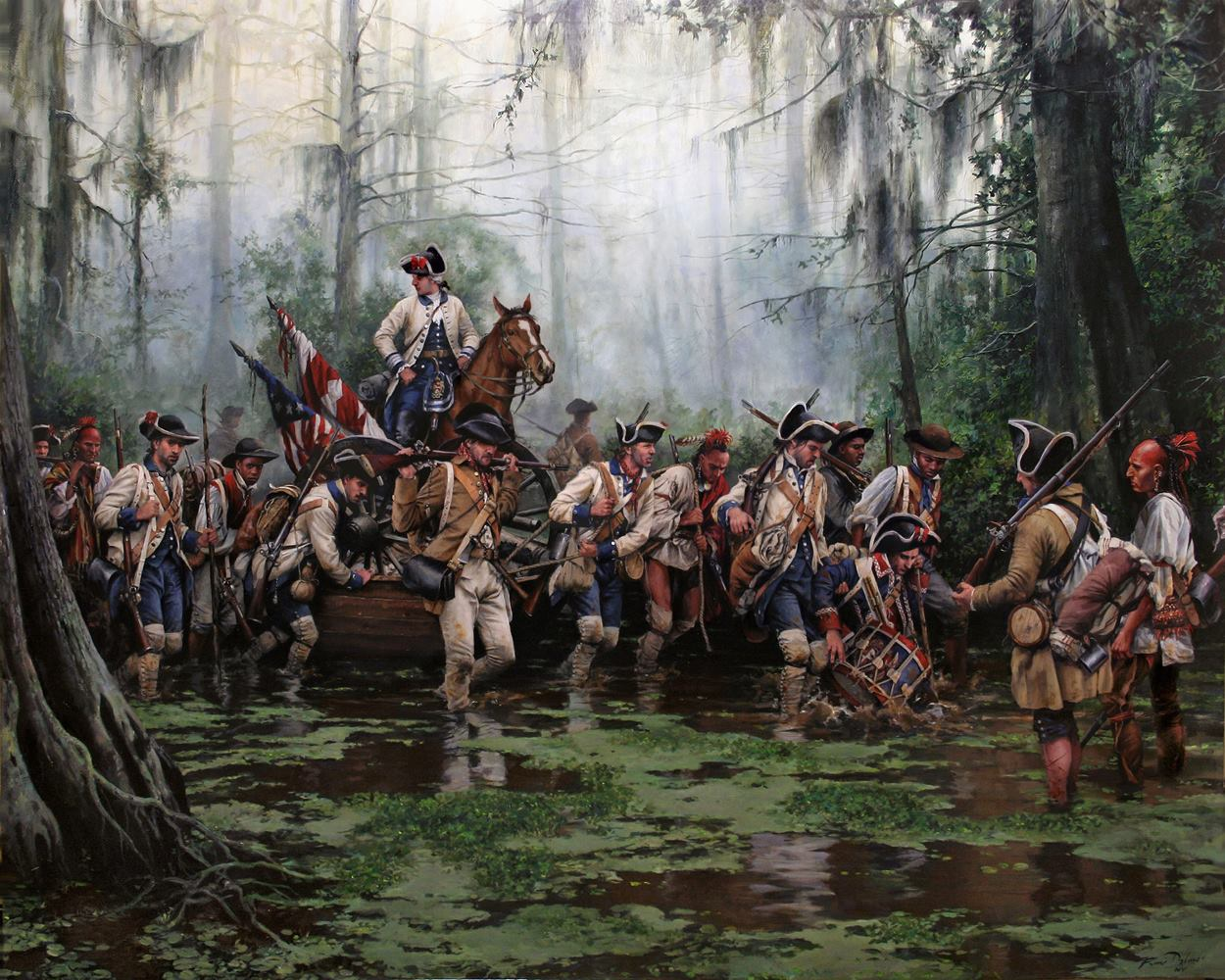
La Marcha de Gálvez (2018), por Augusto Ferrer-Dalmau.

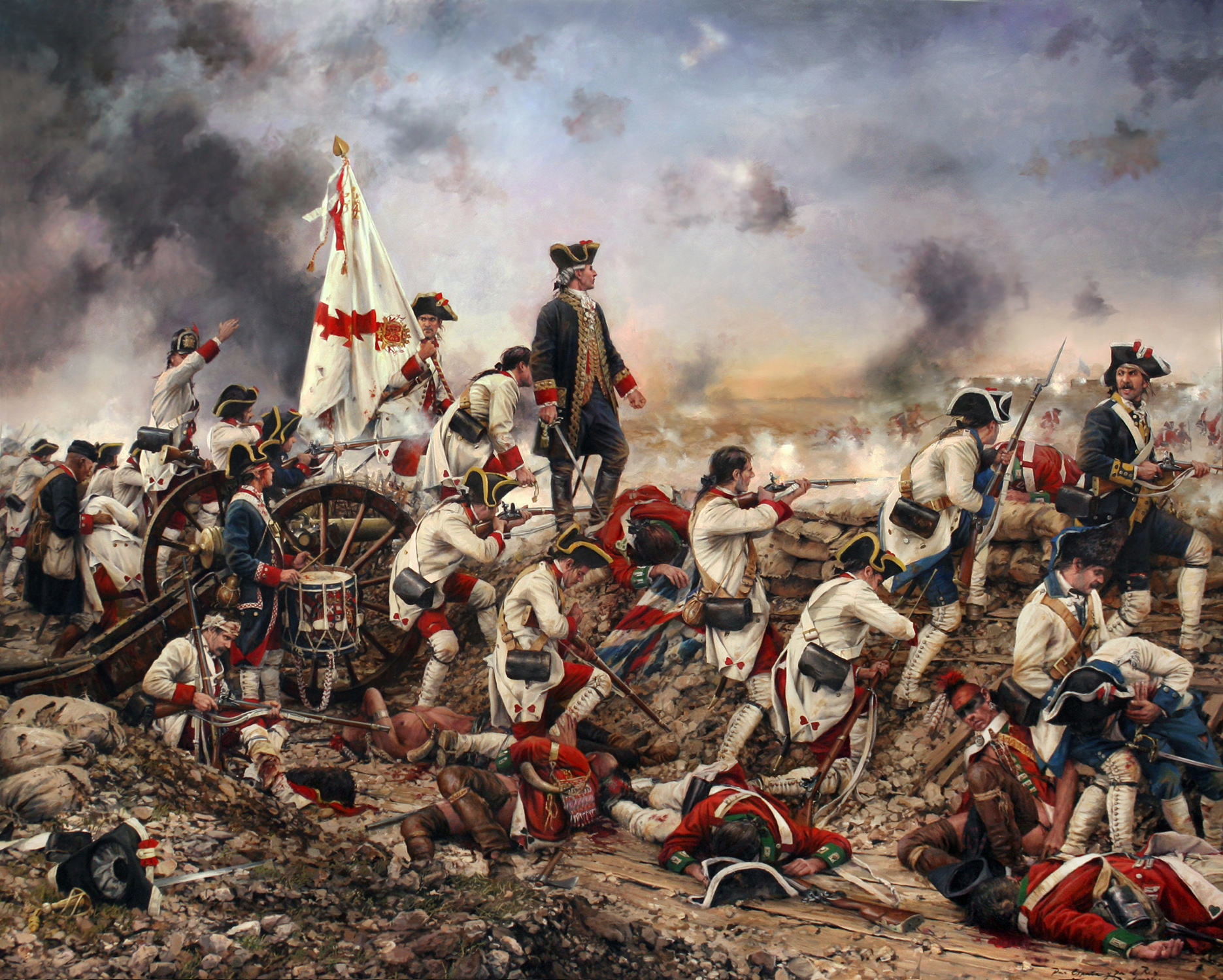
El cuadro Por España y por el Rey, Gálvez en América (2015), de Augusto Ferrer-Dalmau representa un momento de la batalla de Pensacola.

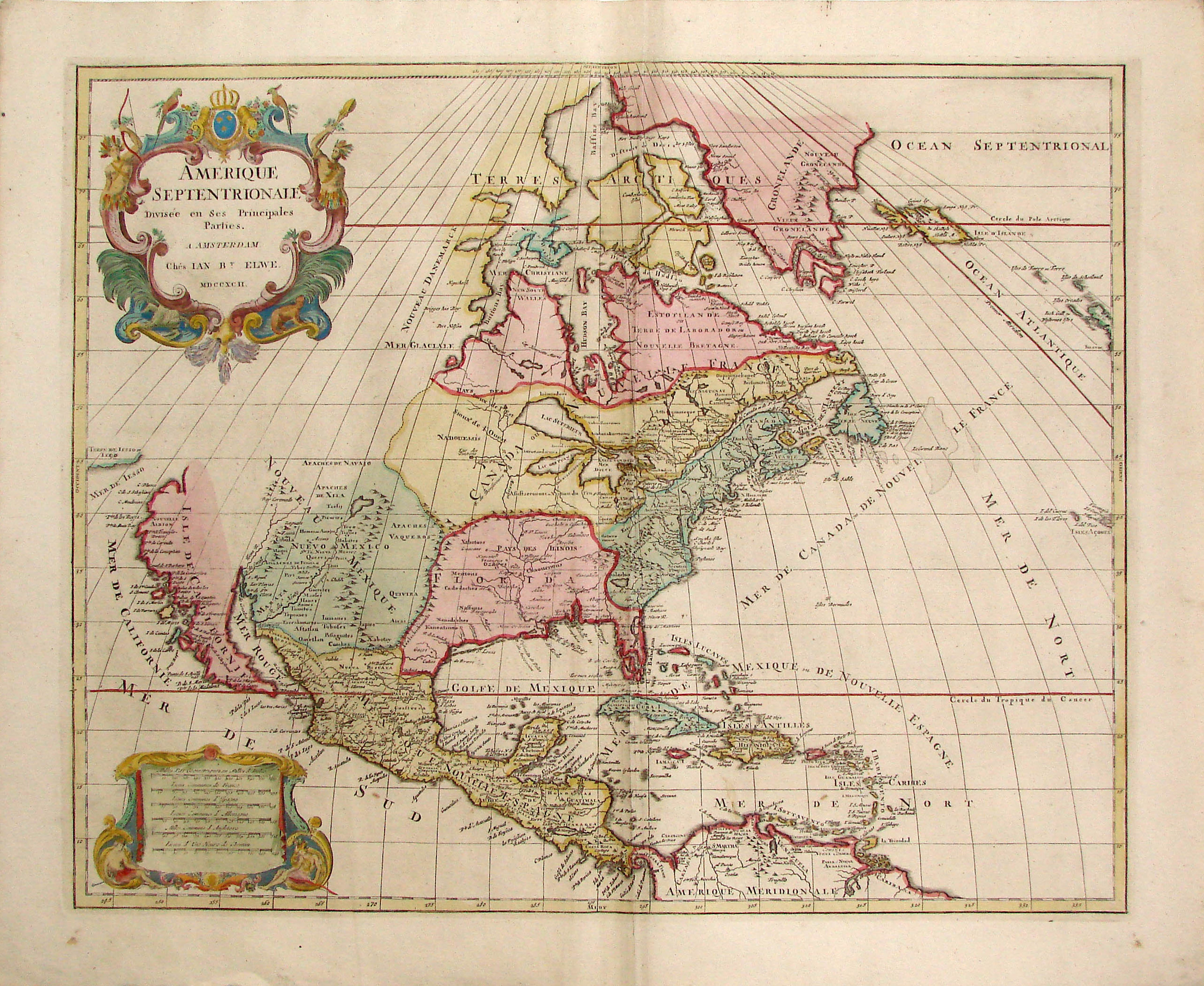
Norteamérica, 1792, Jaillot-Elwe, donde se aprecian los límites de La Florida tras la acción de Gálvez.

Durante los tres primeros años de la guerra de Independencia de los Estados Unidos, España se mantuvo neutral, si bien favoreció a los rebeldes. Incluso antes de la declaración de independencia de las colonias, que se proclamó el 4 de julio de 1776, las autoridades españolas de Luisiana habían entregado pertrechos a los rebeldes, representados en Nueva Orleans por Oliver Pollock. En marzo de 1778, Gálvez reiteró la neutralidad española en el conflicto, al tiempo que ayudaba encubiertamente a los estadounidenses. Las repetidas quejas británicas por las acciones de Gálvez fueron estériles.
España prestó dinero a los rebeldes y permitió el comercio de EE. UU. en sus puertos, en los que los barcos estadounidenses pudieron refugiarse. Declaró la guerra al Reino Unido finalmente el 21 de junio de 1779. Dentro de los ambiciosos objetivos españoles, a Gálvez le correspondió recuperar la Mobile, Pensacola y la costa de Florida del canal de Bahama. A pesar del reforzamiento militar de la provincia en los años anteriores, cuando estalló la contienda aún no contaba con soldados suficientes para garantizar la defensa. A pesar del informe pesimista sobre la situación militar de los jefes militares, Gálvez —nombrado ya gobernador en propiedad—, sabedor de la intención británica de atacar su provincia, decidió adelantarse y acometer al enemigo.
Después de un intenso huracán que asoló la zona, el 27 de agosto partió en campaña, dejando Nueva Orleans defendida únicamente con las milicias. Con apenas seiscientos sesenta y siete hombres, blancos, negros y mulatos, marchó contra el débil puesto avanzado británico en Manchac, al este del Misisipí, al suroeste de Baton Rouge. De camino, reclutó otros seiscientos sesenta y siete y ciento sesenta indios. El objetivo era obtener una victoria fácil para sus bisoñas tropas y avanzar hacia Baton Rouge para desbaratar la concentración de fuerzas británicas contra la Luisiana. Tras una lenta y dura marcha por terreno pantanoso y palúdico, alcanzó Manchac por sorpresa el día 6 de septiembre y tomó la posición enemiga al día siguiente. Sin bajas en ninguno de los dos bandos, la victoria de Gálvez sirvió para que sus fuerzas ganasen en experiencia y en ánimo. Marchó seguidamente contra Baton Rouge, con fuerzas bastante equilibradas, que bombardeó hasta que capituló, el 22 de septiembre. La toma de la ciudad conllevó además la rendición del estratégico fuerte de Panmure, doscientos kilómetros aguas arriba del Misisipí y que controlaba una amplia región de la orilla izquierda del río. En conjunto, el gobernador se apoderó de esta región, desbarató a las fuerzas británicas que podían haberse dirigido contra Luisiana, mejoró la situación de los estadounidenses en Georgia y Carolina del Sur y abrió la navegación del río a estos.
Tras regresar triunfalmente a Nueva Orleans, comenzó a preparar la campaña contra los principales objetivos de la región: la Mobile y Pensacola. No contó para ello con el respaldo de algunas figuras, entre ellas del gobernador de La Habana, que preferían que la nueva ofensiva la dirigiese un jefe militar más veterano. Tras notables complicaciones, el 14 de marzo de 1780 tomó la Mobila. Llegados por fin los refuerzos que esperaba de Cuba el 30 de marzo, comenzó a preparar el ataque a Pensacola. Falto de apoyo de la Armada, que dependía de Cuba, abandonó la ofensiva el 4 de mayo. A comienzos de agosto, viajó a La Habana para eliminar los obstáculos a la campaña contra Pensacola. A lo largo del mes se acordaron los efectivos que debían participar en ella, pero pese a esto, continuaron los retrasos. La flota encargada de participar en la toma de Pensacola partió finalmente hacia esta el 16 de octubre, llevando a bordo cerca de cuatro mil soldados. Un huracán que se desató el 18 y duró una semana desbarató la escuadra y hundió varios barcos. Para obtener más fuerzas con las que realizar el ataque, Gálvez regresó a La Habana en noviembre y solicitó tropas para defender la Luisiana, que en realidad deseaba emplear para asaltar Pensacola. Nuevos retrasos hicieron que una nueva escuadra no partiese hacia Pensacola hasta finales de febrero de 1781. Tras recibir refuerzos de Cuba, acabó tomando la población el 8 de mayo. Como consecuencia de la nueva victoria, los notables solicitaron que se nombrase conde a Gálvez, que recibió el título de conde de Gálvez dos años más tarde. Se lo ascendió además a teniente general, siendo el oficial más joven que ostentaba esta graduación.
Rendida Pensacola, Gálvez tuvo que ocuparse de la rebelión de Natchez, donde parte de la población se había alzado contra la guarnición española y se había apoderado del fuerte de Panmure, incitada por las autoridades británicas, que deseaban recuperar el territorio. La revuelta comenzó el 22 de abril, pero terminó por sí sola cuando los alzados tuvieron noticia de la victoria española en Pensacola. A continuación, marchó a La Habana, a donde llegó el 26 de agosto, donde se le otorgó el mando de la invasión que se preparaba contra la colonia inglesa de Jamaica.
España apoyó desde el principio la guerra de Independencia de los Estados Unidos mediante Bernardo de Gálvez, que negoció directamente con Thomas Jefferson, Patrick Henry, Oliver Pollock y Charles Henry Lee. Gálvez bloqueó el puerto de Nueva Orleans para que los navíos británicos no pudiesen utilizar el río Misisipi y también facilitó el tránsito de los rebeldes estadounidenses a través de todo el territorio al sur de la zona de guerra, ayudando al envío de armas y municiones destinadas a las tropas de George Washington y George Rogers Clark.
En 1781, aprovechando la mayor velocidad de los correos marítimos españoles, es informado de un nuevo comienzo de hostilidades entre España e Inglaterra. Toma las plazas de Mobila y Pensacola. Poco tiempo después, Gálvez se apoderó de la isla Nueva Providencia en las Bahamas, abortando el último plan británico de resistencia, con lo que mantuvo el dominio español sobre el Caribe y aceleró el triunfo de las armas estadounidenses.

## Campaña en el Caribe
Los preparativos para la toma de la isla, que debía efectuarse en colaboración con las fuerzas francesas, fueron lentos, e impidieron que se acometiese en 1781. Al retrasarse la invasión contra Jamaica, Gálvez decidió conquistar la isla de Providencia en las Bahamas, con escasas defensas. Al arrebatársela a los británicos, les cerraba el paso al norte del Caribe. El 6 de mayo de 1782, tras muchos retrasos por falta de barcos, la escuadra española y estadounidense llegó ante Nasáu, capital de la isla, que capituló de inmediato ante la imposibilidad de defenderse.
Mientras continuaba con los preparativos para arremeter contra Jamaica, se trasladó a finales de febrero de 1782 a Guárico, a donde llegaron en marzo las fuerzas españolas que había reunido para la empresa, unos cuatro mil quinientos soldados. Poco después llegaron desde la península ibérica tres regimientos, con lo que Gálvez llegó a reunir nueve mil hombres, aunque se calculaban en veinte mil los necesarios para acometer la recuperación de Jamaica. Las tropas francesas asignadas a la operación se retrasaron, y la escuadra que debía participar en ella, compuesta por entre treinta y treinta y cinco navíos de línea, fue derrotada por los británicos el 12 de abril al suroeste de la isla de Guadalupe. Mientras esperaba nuevas fuerzas francesas para por fin emprender el ataque a la isla británica, nació su primer hijo varón, bautizado en enero de 1783. Poco después llegaron las noticias sobre las negociaciones de paz con el Reino Unido, que acabaron con la devolución de las Bahamas a este y a que España obtuviese la Florida oriental. El 17 de mayo regresó a Cuba. Tras realizar algunas disposiciones sobre el gobierno de la Luisiana, el 16 de julio se embarcó rumbo a Cádiz.
La consecuencia para España fue la recuperación de las dos Floridas (Florida Occidental y Florida Oriental), lo que hizo que los ingleses se quedaran sin plazas en el golfo de México, exceptuando la isla de Jamaica. Por la recuperación de la Florida Occidental fue recompensado con los grados de mariscal de campo y teniente general-gobernador del territorio conquistado. El rey Carlos III le concedió el título de conde de Gálvez, y le permitió incluir en sus armas el lema: Yo solo, en reconocimiento por la toma de Pensacola.

## De regreso en la península ibérica
Llegado en septiembre a Cádiz, pasó luego a Madrid, donde comenzó a asesorar al Gobierno sobre asuntos norteamericanos. España disputaba con los nuevos Estados Unidos la frontera entre las Floridas y estos y los derechos de navegación por el Misisipí. Con más tiempo libre durante su estancia en Madrid que en su anterior periodo americano, se interesó por la genealogía y por la aerostática. En marzo de 1784, probó un sistema de dirección para globos en el río Manzanares madrileño, con escaso éxito.
En enero de 1785, se lo nombró capitán general de las Floridas y de la Luisiana; en junio se añadió Cuba. Además, recibió el puesto de inspector general de las tropas de América.

## Virrey de la Nueva España

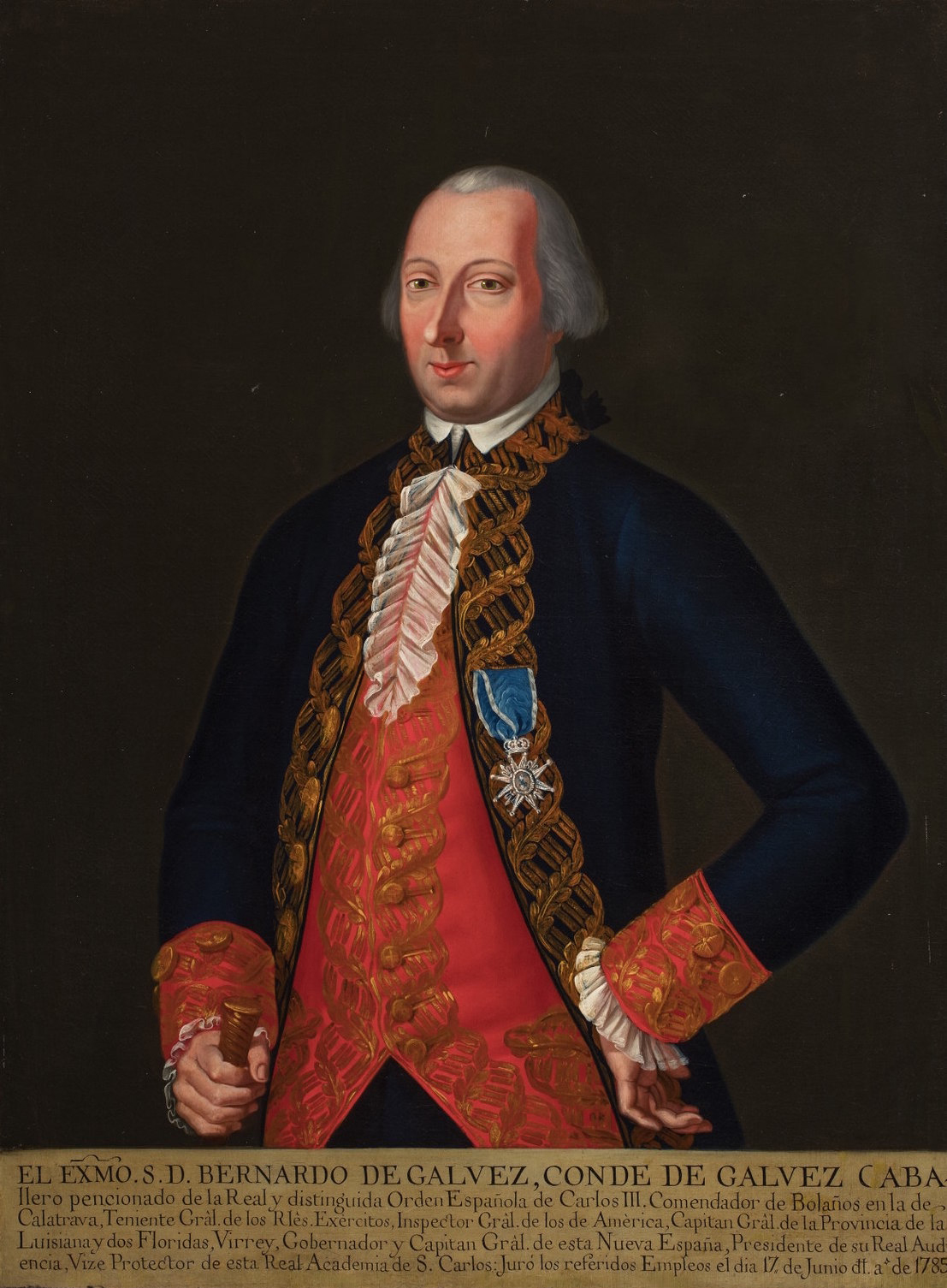
Retrato de Gálvez (1785), por José Germán Alfaro (Museo Nacional de Historia, Ciudad de México).

Oficialmente se confirmaría la vuelta al gobierno español de las dos Floridas en el Tratado de Versalles (1783). Esta actuación le valió el grado de teniente general y en mayo de 1783 los títulos de vizconde de Gálveztown y conde de Gálvez. Ese mismo año regresa a España, pero vuelve a las Indias el año siguiente, como gobernador y capitán general de Cuba.
El 4 de febrero de 1785 arribó a Cuba y tomó posesión como gobernador y capitán general. En este puesto, como ya había hecho en la Luisiana, se apoyó en la oligarquía local, a la que favoreció.
El 24 de enero de 1785, se lo nombró virrey interino de Nueva España, ante la enfermedad de su padre Matías, que desempeñaba el cargo. El 16 de mayo se embarcó con rumbo a Veracruz. El 17 de junio, llegó a la Ciudad de México y tomó posesión del cargo. Conservó al mismo tiempo el de gobernador de la Luisiana, por petición de la población, aunque la relación natural de la región era con Cuba, no con México.
El periodo de Gálvez como virrey trajo notables novedades, aunque algunas de ellas eran una evolución de medidas anteriores. Afrancesado, su mandato coincidió con la extensión entre las capas sociales privilegiadas de la influencia francesa y las ideas ilustradas. Empleó las corridas de toros, y los inauditos paseos, además de bailes y convites para mezclarse con la población y ganarse su favor. Hábil en sus gestos hacia este, gozó de enorme predicamento entre los habitantes del virreinato.
Preocupado por la reacción popular a las ideas plasmadas en los espectáculos públicos, en 1786 ordenó redactar un reglamento sobre el teatro que instauraba la censura y prohibía todo asunto que pudiese causar escándalos y que se mantuvo vigente hasta 1894.
Al poco de tomar posesión como virrey, hubo de enfrentarse a una grave crisis desencadenada por las malas cosechas de maíz y por las epidemias, que acabaron con la vida de unas trescientas mil personas en el territorio. Gálvez puso en marcha diversas medidas para aliviar la penuria, con ayuda de parte de la Iglesia católica, pero la situación mejoró solamente a finales de 1786, con la nueva cosecha. Entre las obras públicas que se acometieron para dar trabajo a los necesitados que atestaban las ciudades, se comenzó la reparación del palacio de Chapultepec, que quedó inconclusa por falta de fondos.
Otro aspecto importante de su gobierno fue la preocupación por mejorar la situación de la población india, que representaba entre dos quintos y la mitad de la del virreinato, aunque con escaso efecto. En cuanto a los indios no sometidos de la frontera norte, en agosto de 1786 dio nuevas órdenes al comandante general de las provincias internas, Jacobo de Ugarte y Loyola, para mantener en acoso militar constante a los apaches, pero sin organizar grandes expediciones, que creía inútiles. Bosquejaba en ellas una serie de medidas que iban desde la alianza con tribus favorables a los españoles como la ayuda a otras hostiles a los apaches, como los comanches, pasando por el fomento de las rencillas entre grupos apaches. Al mismo tiempo, trató de eliminar los motivos que llevaban a estos a atacar los asentamientos españoles, poniendo fin a los desmanes contra ellos y fomentando el comercio, en parte para crear dependencia de los españoles. Remodeló también el sistema defensivo fronterizo, asignando un papel distinguido a la población como responsable de guarnecer sus localidades. Ordenó asimismo la formación de unidades militares menores y más ligeras, que creía mejores para la guerra en la región. Las medidas de Gálvez, aplicadas fundamentalmente ya una vez fallecido este, permitieron la mejora de la situación en la zona fronteriza y el establecimiento de una paz relativa hasta principios del siglo XIX.
Continuó además la reforma del ejército virreinal, comenzada en tiempos de su padre, que se hallaba en una situación de gran debilidad. Los planes de Gálvez consistían en mantener un contingente limitado de tropas regulares —caras de mantener—, completado por milicias. Una relevante novedad era la propuesta de Gálvez de reclutar oficiales y tropa en América a los que se debían conceder los mismos derechos que a los venidos de Europa.
Como ilustrado, fomentó el desarrollo de las ciencias en el virreinato, en especial, el de la botánica. El interés de Gálvez no era únicamente científico, sino también económico, dadas las aplicaciones prácticas de esta ciencia tanto en la mejora de la agricultura como en las aplicaciones militares. Patrocinó la Expedición Botánica a Nueva España de Martín de Sessé y José Mariano Mociño, que llevó a España un completísimo catálogo de diversas especies de plantas, aves y peces.
A partir de agosto de 1786, su salud comenzó a empeorar. En octubre se hallaba ya muy enfermo y le costaba incluso firmar los documentos. El 8 de noviembre, incapaz de seguir desempeñando sus funciones, las traspasó a la Audiencia. Falleció el 30 de noviembre, en el palacio arzobispal de Tacubaya, a donde se había trasladado con la vana esperanza de recuperarse, de disentería amebiana, contraída durante su estancia en la Luisiana.
Sus restos fueron trasladados hasta la capital y reposan en la iglesia de San Fernando en la Ciudad de México, a donde fueron trasladados el 23 de mayo de 1787 desde la catedral, donde había tenido lugar el entierro el 4 de diciembre del año anterior. Una semana después del entierro nació su hija póstuma, Guadalupe.

## Legado y reconocimiento

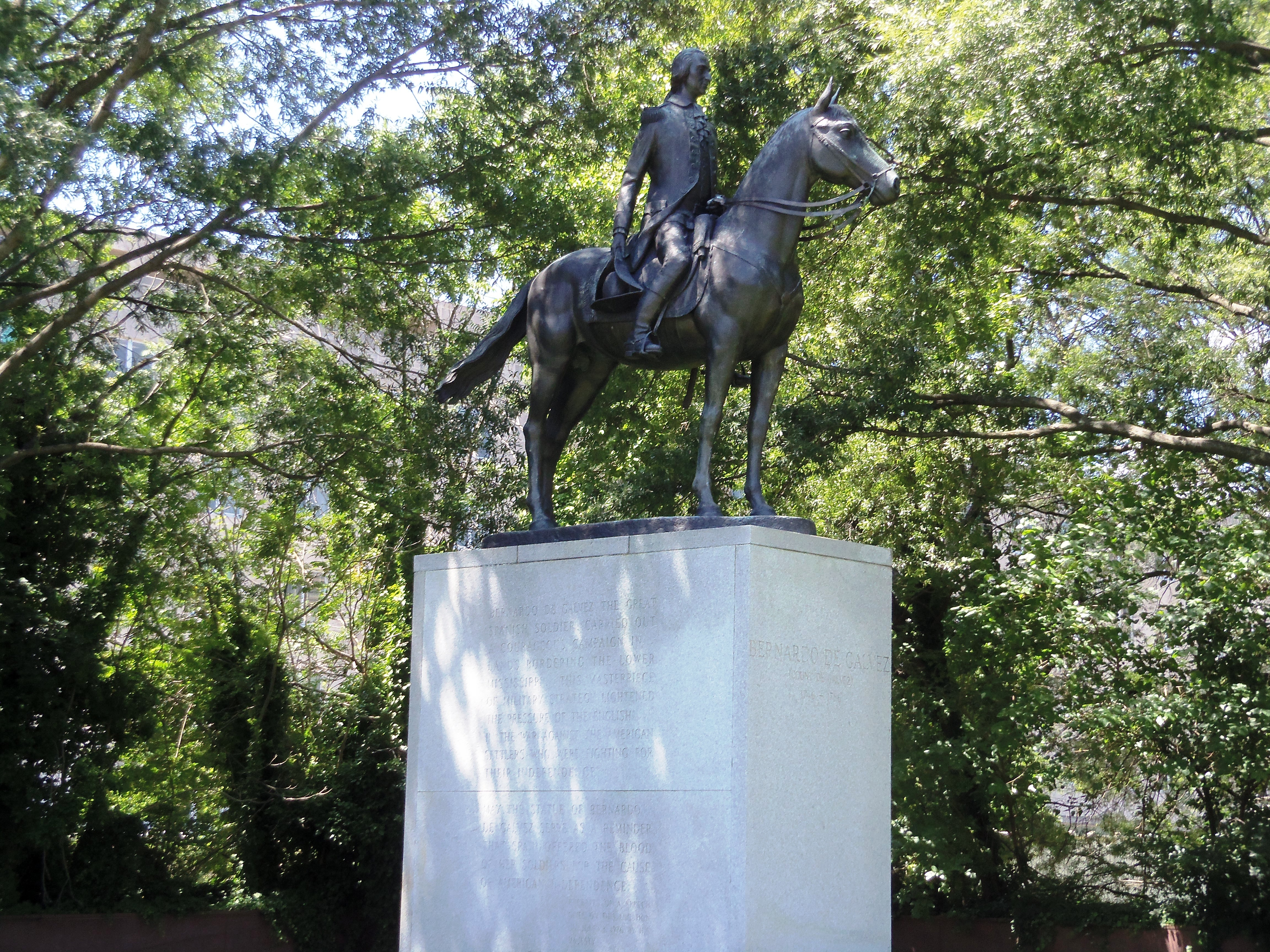
Estatua ecuestre de Gálvez en Virginia Avenue, Washington D. C.

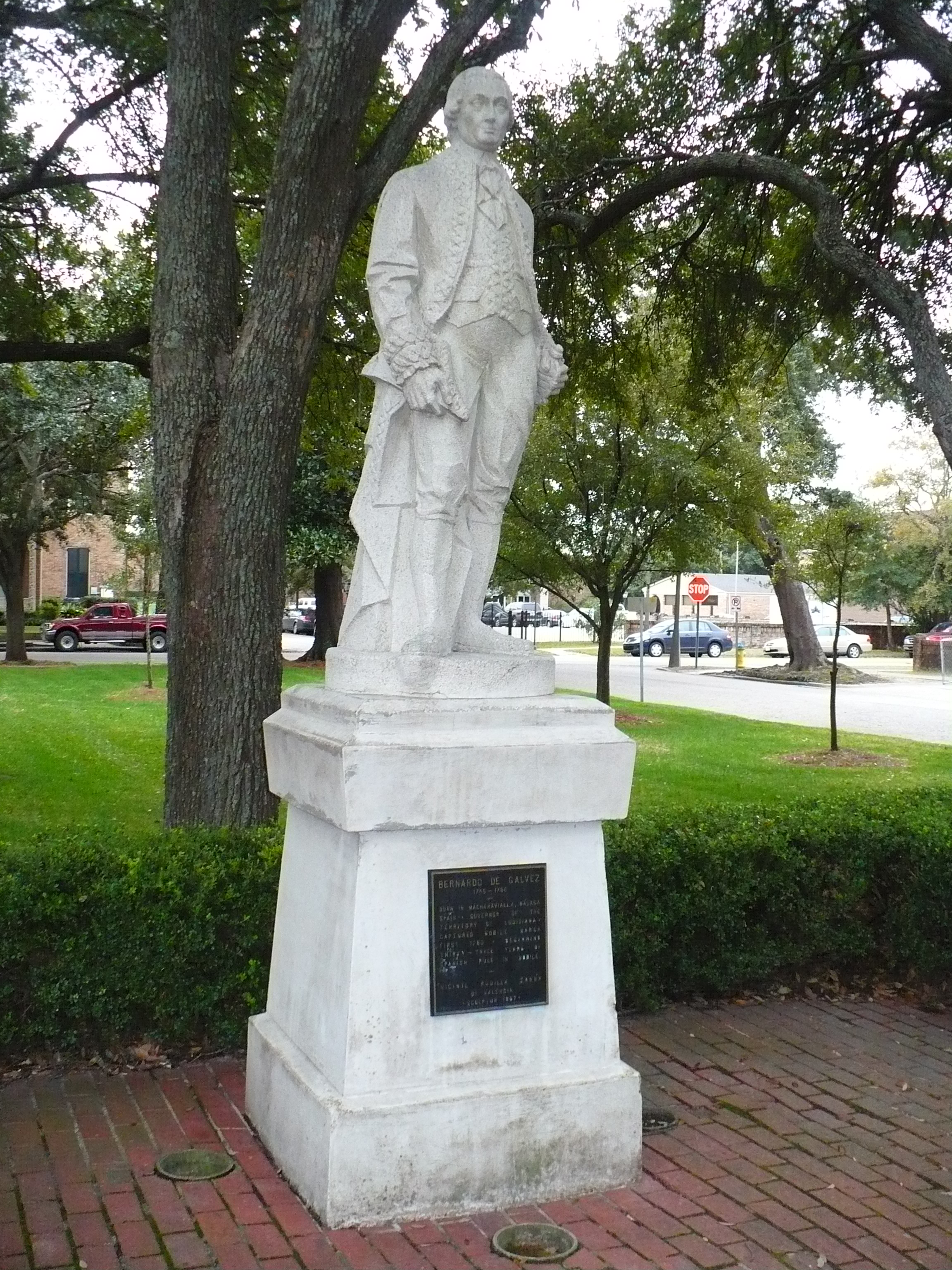
Estatua de Bernardo de Gálvez en Spanish Plaza, Mobile, Alabama

A pesar de la envergadura, mérito y repercusión histórica de sus acciones, Bernardo de Gálvez es prácticamente un desconocido para la opinión pública española, mexicana y estadounidense.
En su honor se erige la Estatua a Bernardo de Gálvez junto a las Estatuas de los Libertadores en Washington D. C., inaugurada por el rey Juan Carlos I el 3 de junio de 1976. Galveston, Texas, la Bahía de Galveston, el Condado de Galveston, Galvez (Luisiana) y la Parroquia de St. Bernard (Luisiana) fueron, entre otros lugares, nombrados por él. Se dice que las parroquias de Luisiana de East Feliciana y West Feliciana (originalmente una sola parroquia) fueron nombradas por su esposa Marie Felicite de Saint-Maxent d'Estrehan. 
El Cabildo, una sucursal del Museo del Estado de Luisiana ubicado en Jackson Square en Nueva Orleans, tiene un retrato del general Gálvez acompañado de una exhibición de información biográfica. Spanish Plaza, en el distrito central de negocios de la ciudad, tiene una estatua ecuestre de Gálvez adyacente al New Orleans World Trade Center. También hay una calle Galvez en Nueva Orleans. Mobile, Alabama, también tiene una Plaza española con una estatua de Gálvez.
En Baton Rouge, Luisiana (actual capital del estado), Galvez Plaza se presenta junto al Ayuntamiento y se usa con frecuencia como un lugar para eventos municipales. Además, el Edificio Galvez de 13 pisos es parte del complejo de edificios de oficinas administrativas del gobierno estatal en la sección Capitol Park del centro de Baton Rouge.
En 1911 en Galveston, el Hotel Galvez fue construido y nombrado en su honor; la avenida P, donde se encuentra el hotel, se conoce como avenida Bernardo de Gálvez. El hotel fue agregado al Registro Nacional de Lugares Históricos el 4 de abril de 1979.
En el año 2008 se creó la Asociación Cultural Bernardo de Gálvez en Málaga, estrechando los lazos entre su localidad natal Macharaviaya, la provincia de Málaga y las ciudades estadounidenses de Galveston y Pensacola. Dos documentos, localizados por dicha asociación en los Archivos Nacionales y fechados en mayo de 1783 (aniversario de la batalla de Pensacola), acreditaban que el mercader Oliver Pollock presentó la obra del general español en el Congreso, cuyo presidente, John Jay, acordó colgar su retrato. El cuadro, obra de Carlos Monserrate Carreño, copia exacta del cuadro de Bernardo de Gálvez realizado en 1784 y atribuido a Mariano Salvador Maella, fue colgado en las paredes del Capitolio el 10 de diciembre de 2014, por orden directa del, por entonces, presidente Barack Obama.
El 16 de diciembre de 2014 el presidente de los Estados Unidos de América Barack Obama firmó la resolución conjunta del Congreso estadounidense por la que se concedía la ciudadanía honoraria de los Estados Unidos a Bernardo de Gálvez y Madrid, 229 años después del fin de la guerra de independencia estadounidense.
En junio de 2024 se le puso su apellido al buque USS Galvez (FFG-67), una fragata de la clase Constellation.

## Galardón Bernardo de Gálvez
Este reconocimiento, otorgado por la Fundación Consejo de España - EE.UU., destaca a personas e instituciones que han impulsado la cooperación entre España y Estados Unidos, contribuyendo a mejorar el conocimiento recíproco y la relación entre ambos países. En anteriores ediciones han sido galardonados, entre otros, la Hispanic Society of America; los senadores Bob Menéndez y Tim Kaine; y la Biblioteca del Congreso de Estados Unidos.
El Galardón Bernardo de Gálvez, desde su primera edición celebrada en 2007, ha reconocido a personalidades como el exgobernador de Nuevo México, Bill Richardson; la Hispanic Society of America, el profesor e historiador del arte, Jonathan Brown; el exembajador de Estados Unidos en España, Richard Gardner; el senador Bob Menéndez; la Ford Motor Company; el senador y candidato a la vicepresidencia de Estados Unidos en 2016, Tim Kaine; el historiador e hispanista, Stanley G. Payne; la Biblioteca del Congreso de Estados Unidos; y, en su última edición, el Museo Meadows de la Universidad Metodista del Sur de Dallas.